# Мэн Хаожань
Мэн Хаожа́нь (кит. 孟浩然, пиньинь Mèng Hàorán, 689/691—740) — китайский поэт, живший во времена империи Тан. Старший современник Ван Вэя, Ли Бо и Ду Фу. Несмотря на короткую карьеру, Мэн Хаожань никогда надолго не уезжал из родной Хубэй. Поэт оказал значительное влияние на современных ему и последующих танских поэтов, главным образом из-за разработки темы природы. Мэн оказал существенное влияние и на японскую поэзию, где известен под именем Мо Конэн (Mōkōnen).
Его произведения занимают видное место в цинской антологии «Триста танских поэм».

## Биография

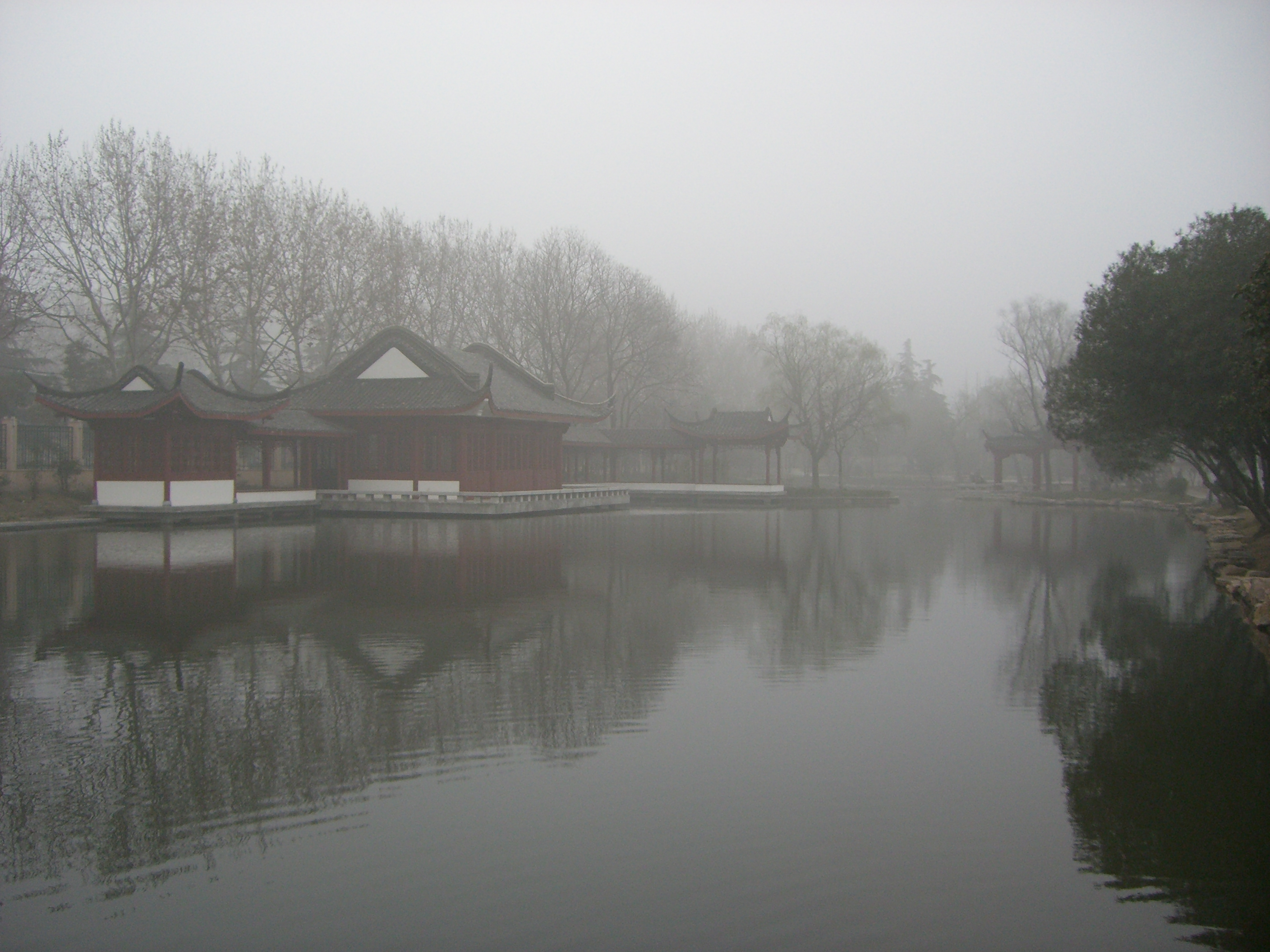
Парк в Сянъяне — месте жительства Мэн Хаожаня (современный вид)

Мэн Хаожань родился в Сянъяне к югу от реки Ханьшуй и был привязан к этим местам и их видам всю свою жизнь. После сдачи экзаменов на цзиньши в возрасте 39 лет его гражданская карьера была недолгой. Поэт получил свою первую и последнюю должность всего за три года до своей смерти, но вышел в отставку через год после занятия должности. Прожил всю жизнь в Сянъяне, хотя и путешествовал (в частности, в 728 в столицу Чанъань, где останавливался у Ван Вэйя).
Пейзажи, история и легенды его места жительства являются темами многих стихотворений. Особенно известна Южная Гора (Наньшань) и храм на Лумэнь Шань, где он какое-то время жил в одиночестве.

## Творчество
Мэн Хаожань часто упоминается вместе с Ван Вэйем, из-за их дружбы и известности как авторов стихотворений в стиле пейзажной лирики. Хаожанем написано несколько стихотворений о Вэйе и их разлуке («Прощаюсь с Ван Вэйем»). Хотя последний фокусировался на природе, на отвлечении и передышке от мирской жизни, которую она дает человеку, Мэн Хаожень больше интересовался деталями первого плана и человеческой жизнью, например, возвращающиеся крестьяне, ждущие очереди на паром, рыбаки или горные отшельники пребывающие в религиозном уединении.
К XXI веку сохранилось свыше 260 стихотворений Мэн Хаожаня, включая 22 четверостишия. Самыми известными являются «Остановился на ночлег на реке Цзяндэ» (кит. упр. 宿建德江) и «Весеннее утро» (кит. упр. 春曉), которое известно в Китае каждому.

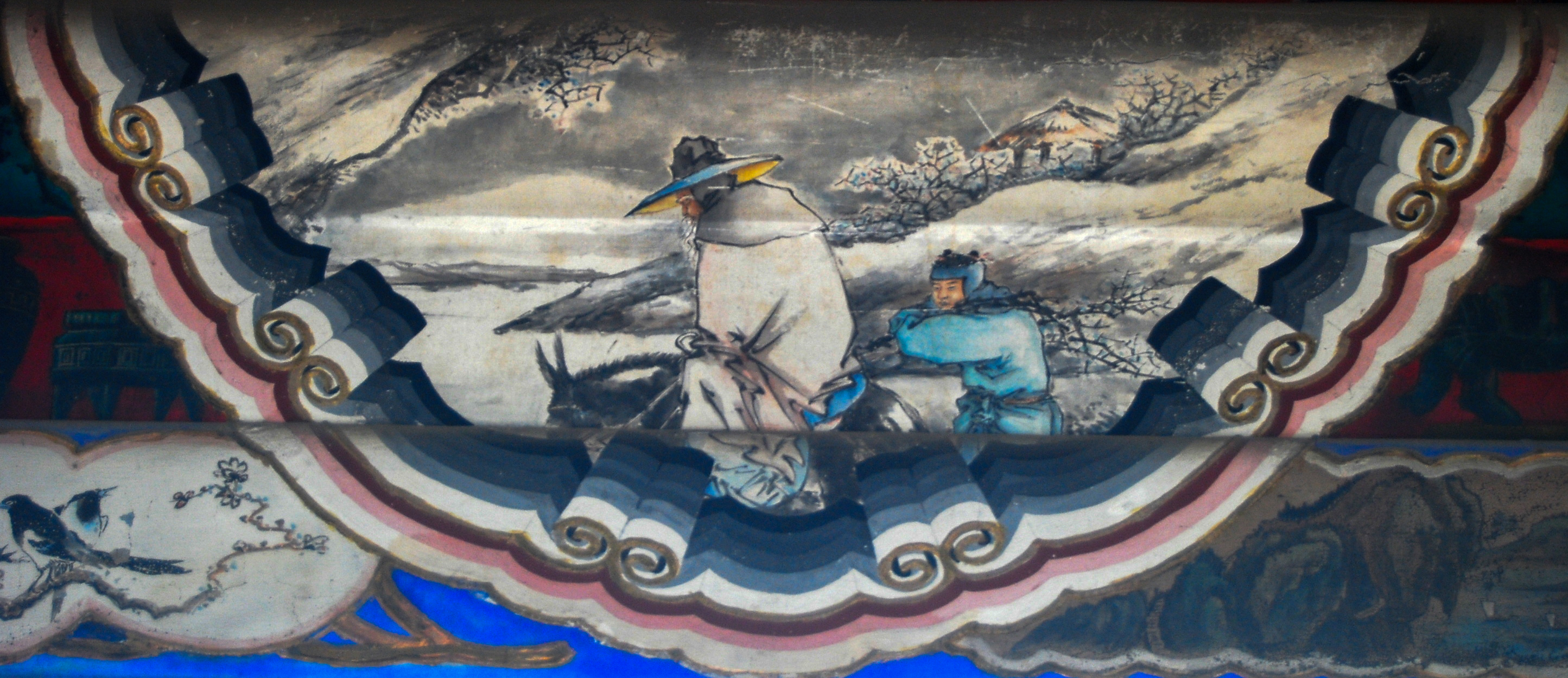
«Мэн Хаожань Бацяо cы ши» (— «размышляет о поэзии на мосту Бацяо [в Чанъане]» — верхом на ослике в зимнюю непогоду ищет цветущую сливу, распространённый с танской эпохи поэтический и живописный сюжет): красочная — «в сучжоуском стиле» — роспись галереи парка летней резиденции цинских императоров

Весеннее утро
Меня весной

не утро пробудило:
Я отовсюду

слышу крики птиц.
Ночь напролет

шумели дождь и ветер.
Цветов опавших

сколько — посмотри!
Оригинальный текст (кит.)春曉

春眠不覺曉，
處處聞啼鳥。

夜來風雨聲，
花落知多少。
— Перевод Л. Эйдлина